# Serghei Klevcenea
Serghei Klevcenea (n. 21 ianuarie 1971, Barnaul, RSFS Rusă, URSS) este un patinator de viteză ce a reprezentat Uniunea Republicilor Sovietice Socialiste, medaliat olimpic. A participat la 4 ediții ale Jocurilor Olimpice (1992, 1994, 1998, 2002) în care a câștigat o medalie de aur și o medalie de bronz.